# Félix Vandevenne
Félix Vandevenne, né le 12 janvier 1903 à Tourcoing (Nord) et mort le 10 novembre 1999 à Verlinghem (Nord), est un joueur de water-polo français.

## Biographie
Félix Vandevenne est licencié aux Enfants de Neptune de Tourcoing. Il doit initialement participer aux Jeux olympiques d'été de 1924 à Paris, mais se fait percer le tympan à l’entraînement quatre jours avant le début de la compétition.
Il fait partie de l'équipe de France de water-polo masculin médaillée d'argent aux Championnats d'Europe 1927 à Bologne.
Par la suite, il devient architecte et métreur.